# Madrid Open 2011 - Qualificazioni singolare femminile
Le qualificazioni del singolare femminile del Madrid Open 2011 sono state un torneo di tennis preliminare per accedere alla fase finale della manifestazione. I vincitori dell'ultimo turno sono entrati di diritto nel tabellone principale. In caso di ritiro di uno o più giocatori aventi diritto a questi sono subentrati i lucky loser, ossia i giocatori che hanno perso nell'ultimo turno ma che avevano una classifica più alta rispetto agli altri partecipanti che avevano comunque perso nel turno finale.

## Giocatrici

### Teste di serie
1. Simona Halep (qualificata)
2. Monica Niculescu (qualificata)
3. Alizé Cornet (primo turno)
4. Polona Hercog (primo turno)
5. Magdaléna Rybáriková (ultimo turno)
6. Akgul Amanmuradova (ultimo turno)
7. Anastasija Rodionova (ultimo turno)
8. Sania Mirza (qualificata)

1. Alla Kudrjavceva (ultimo turno)
2. Chanelle Scheepers (qualificata)
3. Evgenija Rodina (primo turno)
4. Varvara Lepchenko (ultimo turno)
5. Tamira Paszek (Withdrew)
6. Sofia Arvidsson (qualificata)
7. Coco Vandeweghe (ultimo turno)
8. Mirjana Lučić (primo turno)

### Qualificate
1. Simona Halep
2. Monica Niculescu
3. Chanelle Scheepers
4. Ol'ga Govorcova

1. Sofia Arvidsson
2. Vania King
3. Nuria Llagostera Vives
4. Sania Mirza

## Tabellone qualificazioni

### Sezione 1
|  | Primo turno | Primo turno             | Primo turno             | Primo turno | Primo turno |  |  | Ultimo turno | Ultimo turno            | Ultimo turno            | Ultimo turno | Ultimo turno |  |
|  |             |                         |                         |             |             |  |  |              |                         |                         |              |              |  |
|  | 1           | Simona Halep            | Simona Halep            | 6           | 7           |  |  |              |                         |                         |              |              |  |
|  |             | Mariana Duque Mariño    | Mariana Duque Mariño    | 3           | 6           |  |  | 1            | Simona Halep            | Simona Halep            | 6            | 6            |  |
|  |             | Beatriz García Vidagany | Beatriz García Vidagany | 7           | 6           |  |  |              | Beatriz García Vidagany | Beatriz García Vidagany | 4            | 2            |  |
|  | 11          | Evgenija Rodina         | Evgenija Rodina         | 64          | 2           |  |  |              |                         |                         |              |              |  |

### Sezione 2
|  | Primo turno | Primo turno           | Primo turno           | Primo turno | Primo turno |  |  | Ultimo turno | Ultimo turno     | Ultimo turno | Ultimo turno | Ultimo turno |  |
|  |             |                       |                       |             |             |  |  |              |                  |              |              |              |  |
|  | 2           | Monica Niculescu      | Monica Niculescu      | 6           | 6           |  |  |              |                  |              |              |              |  |
|  | WC          | Inés Ferrer-Suárez    | Inés Ferrer-Suárez    | 4           | 4           |  |  | 2            | Monica Niculescu | 2            | 6            | 6            |  |
|  | WC          | Silvia Garcia Jimenez | Silvia Garcia Jimenez | 1           | 2           |  |  | 9            | Alla Kudrjavceva | 6            | 4            | 4            |  |
|  | 9           | Alla Kudrjavceva      | Alla Kudrjavceva      | 6           | 6           |  |  |              |                  |              |              |              |  |

### Sezione 3
|  | Primo turno | Primo turno            | Primo turno        | Primo turno | Primo turno |  |  | Ultimo turno | Ultimo turno           | Ultimo turno           | Ultimo turno | Ultimo turno |  |
|  |             |                        |                    |             |             |  |  |              |                        |                        |              |              |  |
|  | 3           | Alizé Cornet           | 5                  | 6           | 65          |  |  |              |                        |                        |              |              |  |
|  | WC          | Leticia Costas Moreira | 7                  | 0           | 7           |  |  | WC           | Leticia Costas Moreira | Leticia Costas Moreira | 3            | 1            |  |
|  | Alt         | Marija Kondrat'eva     | Marija Kondrat'eva | 2           | 3           |  |  | 11           | Chanelle Scheepers     | Chanelle Scheepers     | 6            | 6            |  |
|  | 11          | Chanelle Scheepers     | Chanelle Scheepers | 6           | 6           |  |  |              |                        |                        |              |              |  |

### Sezione 4
|  | Primo turno | Primo turno             | Primo turno             | Primo turno | Primo turno |  |  | Ultimo turno | Ultimo turno    | Ultimo turno | Ultimo turno | Ultimo turno |  |
|  |             |                         |                         |             |             |  |  |              |                 |              |              |              |  |
|  | 4           | Polona Hercog           | Polona Hercog           | 3           | 4           |  |  |              |                 |              |              |              |  |
|  |             | Ol'ga Govorcova         | Ol'ga Govorcova         | 6           | 6           |  |  |              | Ol'ga Govorcova | 63           | 7            | 7            |  |
|  | WC          | Estrella Cabeza Candela | Estrella Cabeza Candela | 64          | 4           |  |  | 15           | Coco Vandeweghe | 7            | 5            | 63           |  |
|  | 15          | Coco Vandeweghe         | Coco Vandeweghe         | 7           | 6           |  |  |              |                 |              |              |              |  |

### Sezione 5
|  | Primo turno | Primo turno          | Primo turno          | Primo turno | Primo turno |  |  | Ultimo turno | Ultimo turno         | Ultimo turno         | Ultimo turno | Ultimo turno |  |
|  |             |                      |                      |             |             |  |  |              |                      |                      |              |              |  |
|  | 5           | Magdaléna Rybáriková | Magdaléna Rybáriková | 6           | 6           |  |  |              |                      |                      |              |              |  |
|  | WC          | Tat'jana Puček       | Tat'jana Puček       | 3           | 1           |  |  | 5            | Magdaléna Rybáriková | Magdaléna Rybáriková | 5            | 3            |  |
|  |             | Sloane Stephens      | Sloane Stephens      | 65          | 1           |  |  | 14           | Sofia Arvidsson      | Sofia Arvidsson      | 7            | 6            |  |
|  | 14          | Sofia Arvidsson      | Sofia Arvidsson      | 7           | 6           |  |  |              |                      |                      |              |              |  |

### Sezione 6
|  | Primo turno | Primo turno        | Primo turno        | Primo turno | Primo turno |  |  | Ultimo turno | Ultimo turno       | Ultimo turno       | Ultimo turno | Ultimo turno |  |
|  |             |                    |                    |             |             |  |  |              |                    |                    |              |              |  |
|  | 6           | Akgul Amanmuradova | Akgul Amanmuradova | 6           | 6           |  |  |              |                    |                    |              |              |  |
|  |             | Chang Kai-chen     | Chang Kai-chen     | 3           | 4           |  |  | 6            | Akgul Amanmuradova | Akgul Amanmuradova | 2            | 1            |  |
|  |             | Vania King         | Vania King         | 6           | 6           |  |  |              | Vania King         | Vania King         | 6            | 6            |  |
|  | Alt         | Yan Zi             | Yan Zi             | 0           | 3           |  |  |              |                    |                    |              |              |  |

### Sezione 7
|  | Primo turno | Primo turno            | Primo turno          | Primo turno | Primo turno |  |  | Ultimo turno | Ultimo turno           | Ultimo turno | Ultimo turno | Ultimo turno |  |
|  |             |                        |                      |             |             |  |  |              |                        |              |              |              |  |
|  | 7           | Anastasija Rodionova   | Anastasija Rodionova | 6           | 6           |  |  |              |                        |              |              |              |  |
|  |             | Casey Dellacqua        | Casey Dellacqua      | 4           | 2           |  |  | 7            | Anastasija Rodionova   | 3            | 7            | 3            |  |
|  |             | Nuria Llagostera Vives | 5                    | 6           | 6           |  |  |              | Nuria Llagostera Vives | 6            | 5            | 6            |  |
|  | 16          | Mirjana Lučić          | 7                    | 3           | 1           |  |  |              |                        |              |              |              |  |

### Sezione 8
|  | Primo turno | Primo turno       | Primo turno       | Primo turno | Primo turno |  |  | Ultimo turno | Ultimo turno      | Ultimo turno      | Ultimo turno | Ultimo turno |  |
|  |             |                   |                   |             |             |  |  |              |                   |                   |              |              |  |
|  | 8           | Sania Mirza       | 1                 | 6           | 6           |  |  |              |                   |                   |              |              |  |
|  |             | Aleksandra Panova | 6                 | 2           | 1           |  |  | 8            | Sania Mirza       | Sania Mirza       | 6            | 6            |  |
|  |             | Zuzana Kučová     | Zuzana Kučová     | 4           | 4           |  |  | 12           | Varvara Lepchenko | Varvara Lepchenko | 3            | 1            |  |
|  | 12          | Varvara Lepchenko | Varvara Lepchenko | 6           | 6           |  |  |              |                   |                   |              |              |  |